# Little Creek
Little Creek est une ville américaine située dans le comté de Kent, Delaware. Elle fait partie de l’agglomération de Dover. Sa population s’élevait à 195 habitants lors du recensement de 2000.

## Démographie
| 1890 | 1900 | 1910 | 1920 | 1930 | 1940 |
| ---- | ---- | ---- | ---- | ---- | ---- |
| 285  | 259  | 285  | 156  | 223  | 242  |

| 1950 | 1960 | 1970 | 1980 | 1990 | 2000 |
| ---- | ---- | ---- | ---- | ---- | ---- |
| 266  | 306  | 215  | 230  | 167  | 195  |

| 2010 | - | - | - | - | - |
| ---- | - | - | - | - | - |
| 224  | - | - | - | - | - |